# Mathieu Heijboer
Mathieu Heijboer (né le 4 février 1982 à Dordrecht) est un ancien coureur cycliste néerlandais.

## Biographie
Après avoir été membre de l'équipe Rabobank Continental, il est passé professionnel en 2006 chez Cofidis. Il décida à la fin de la saison 2008 de mettre un terme à sa carrière en raison des persistances d'un problème avec son pied droit. Il est actuellement directeur de la performance de l'équipe Jumbo-Visma.

## Palmarès
- 2001
  - 3e du Circuit de l'Alblasserwaard
- 2002
  - Grand Prix Wielerrevue
  - 2e du Wim Hendriks Trofee
  - 3e du Tour du Limbourg
  - 3e de l'Eurode Omloop
- 2003
  - 3e du Ronde van Zuid-Holland
  - 3e du Grand Prix Etienne De Wilde
  - 3e de la Flèche ardennaise
- 2004
  - Classement général du Tour de Mainfranken
  - 3e du championnat des Pays-Bas du contre-la-montre espoirs
- 2005
  - Prologue des Boucles de la Mayenne
  - Chrono champenois

### Tour d'Italie
- 2007 : abandon (14e étape)

## Classements mondiaux
| Année           | 2005 |
| --------------- | ---- |
| UCI Europe Tour | 76e  |